# Saperda calcarata
Saperda calcarata es una especie de escarabajo longicornio del género Saperda, subfamilia Lamiinae. Fue descrita científicamente por Say en 1824.
Se distribuye por Canadá y los Estados Unidos. Mide 18-33 milímetros de longitud. El período de vuelo ocurre en los meses de febrero, marzo, abril, mayo, junio, julio, agosto, septiembre y octubre. Vive en bosques caducifolios y mixtos. Taladra la madera de troncos y ramas grandes de especies de Populus. Puede ser una seria plaga.